# Wiiショッピングチャンネル
Wiiショッピングチャンネル（ウィーショッピングチャンネル）とは、バーチャルコンソールやWiiウェアのソフト、様々なWiiチャンネルを購入・ダウンロードするために利用するWiiチャンネルである。

## 概要
現在は各ソフトの新規購入はできず、購入履歴のあるソフトの再ダウンロード等限られた機能のみ継続中である。将来的にはこれらのサービスも終了するとしている。2019年1月31日をもってソフトウェアの新規購入のサービスを終了。それに先立ち2018年3月27日にチャンネル内で使用するWiiポイントのチャージ機能が終了している。新規購入機能の終了にともない、未使用のWiiポイント、Wiiポイントプリペイドカード、ニンテンドーポイントプリペイドカードについては2019年2月20日から8月30日にかけて希望者を対象に払い戻しが行われた。その後はお問い合わせで個別対応による払い戻しに対応している。
このチャンネルは初めからWii本体に内蔵されているが、初回起動時も含め利用時にはインターネットに接続する必要がある。インターネットに接続していない状態でWiiショッピングチャンネルを起動しても、エラーは発生しない。

## トップページ
Wiiショッピングチャンネルを起動させると、まずトップページが表示される。トップページには、その週のおすすめソフト4本が表示されている他、新着ソフト、月ごとの配信予定、更新されたソフトなどのお知らせが表示されている。
一番下の「ショッピングへ」ボタンをクリックすると次に進む。なお進んだ後、最上部に表示されている「Wiiショッピングチャンネル」を押せば再びトップページへ戻ることができる。

## バーチャルコンソール
過去に発売されたファミリーコンピュータ・スーパーファミコン・NINTENDO 64・メガドライブ・PCエンジン・NEOGEO・マスターシステム・MSX・アーケードゲーム用の一部のゲームソフトを購入・ダウンロードすることのできるメニュー。
ソフトは、「人気ソフト（その時点での人気ソフト、トップ20が表示される）」「新着順」「ハード・メーカー・ジャンルから」「ソフト名を入力」の4種類の方法で検索することができる。
- バーチャルコンソールの詳細・購入手順は、バーチャルコンソールを参照。
- 配信されているタイトルの一覧は、バーチャルコンソールのゲームタイトル一覧を参照。

## Wiiウェア
Wiiウェア用ソフトを購入・ダウンロードするメニュー。
ソフトは、「人気ソフト（その時点での人気ソフト、トップ20が表示される）」「新着順」「メーカーから」「ジャンルから」「ソフト名を入力」の5種類の方法で検索することができる。
- Wiiウェアの詳細・購入手順は、Wiiウェアを参照。
- 配信されているタイトルの一覧は、Wiiウェアのゲームタイトル一覧を参照。

## Wiiチャンネル
Wiiチャンネルをダウンロードするメニュー。一覧で表示されるのみで、検索機能は無い。
- Wiiチャンネルの詳細は、Wiiチャンネルを参照。
- 配信されているチャンネルの一覧は、Wiiショッピングチャンネルでダウンロードするチャンネルを参照。

## Wiiポイントの追加
ショッピングに必要なWiiポイントを追加することができる。
追加方法は次の3種類。
- クレジットカードから追加
- 任天堂製品販売店で購入した「ニンテンドープリペイドカード」から追加
- コンビニエンスストアや携帯電話で購入した「ニンテンドープリペイド番号」から追加

## プレゼント機能
2007年12月11日に新しくプレゼント機能が追加された。これはソフトの購入の際に受取人をWiiフレンドに指定する機能である。送る際には、以下のルールがある。
- 送り手側が既に購入したソフトの所有権を他人のWiiに移動することはできない。送り手側であらかじめソフトの購入手続きをして送る必要がある。
- 受取人に指定できるのは送り手と同一国内のWiiのみであり、異なる国間のWiiには指定できない。
- 受取人が既に所持しているソフトを贈ることはできない。

なお、プレゼント機能を利用するには事前に、Wii伝言板のアドレス帳に受取人を登録しておく必要がある。
以下、プレゼントの手順。
1. ソフト購入ページに、従来までの「購入」ボタンに加えて、新たに「プレゼント」ボタンが追加されている。
2. 送り手側はこれをクリックした後、プレゼントするWiiフレンドを選択。
3. メッセージを入力して、ソフトと共に送信。
4. 受け手側のWiiに、メッセージが届く。
5. メッセージ画面の右下にある「はじめる」ボタンをクリックすると、自動的にWiiショッピングチャンネルが起動。
6. 受け取り画面が表示される。ここで「受け取る」か「受け取らない」かを選ぶ。
7. ダウンロード画面が表示される。「今すぐ」受信するか「後で」受信するかを選ぶ。
8. ダウンロード開始。
9. 終了後、お礼のメッセージを送り手側に送信する。

## その他の機能

### ご利用記録
Wiiポイントの使用履歴一覧。ソフト購入、ポイント追加の日時や、ポイントの残高が表示される。

### 購入済みソフト
今までにダウンロードしたことがあるソフトが、バーチャルコンソール・Wiiウェア・Wiiチャンネルを問わず、五十音順に一覧表示される。Wii本体から削除したソフトはここから無料で再ダウンロードが可能。

### 設定
クラブニンテンドー会員ID登録（および解除）
クラブニンテンドーのIDを登録することによって、購入したソフトがクラブニンテンドーホームページの会員ページのポイント情報の欄に記載される（ポイント追加はない）。ただし、記載されるのはID登録後にダウンロードしたソフトのみであり、登録前にダウンロードしたソフトは反映されない。なお、ソフトの配信開始日から約3か月以内にそのソフトをダウンロードした場合、アンケートに答えることが可能であり、回答するとクラブニンテンドー内で使用できるポイントが5ポイント追加される。なお、WiiショッピングチャンネルでID登録を解除しても、クラブニンテンドーのID自体は削除されない。現在はこの項目自体が消滅している。
特典ソフトの引換
一部のソフトの中に同梱もしくはクラブニンテンドーの景品として交換できる特典ソフト引換番号をここで入力することで、そのソフトに関連した専用のWiiチャンネルなどをダウンロードすることができる。ただし、特典ソフト引換番号は1枚につき1台のWiiのみで利用可能であり、一度利用するとソフトを削除しても他のWiiで利用することは出来ない。また、紛失しても再発行はできない。
- 特典ソフト引換番号が同梱されているソフト・周辺機器
  - 大合奏!バンドブラザーズDX - スピーカーチャンネルのダウンロード
  - Wiiスピーク - Wiiスピークチャンネルのダウンロード

- クラブニンテンドーの景品
  - Wiiでウルトラハンド

ご利用記録の削除
Wii本体を他人に譲渡したり廃棄したりする際は、ここで全ての利用記録を削除する必要がある。本体に保存してあるソフト、過去にダウンロードしたソフト、登録中のWiiポイントが全て削除されるため、実行する際は注意が必要。なお、2回目の確認では本体製造番号を入力する必要がある（Wii Uも同様）

## その他
- 2007年3月11日よりWiiショッピングチャンネルのテレビCMが放送されていた（現在は終了）。
- Wiiショッピングチャンネル内で流れるBGMは戸高一生作曲[3]。また、『大乱闘スマッシュブラザーズX』にはこのBGMが原曲で使用され、続く『大乱闘スマッシュブラザーズ for Nintendo 3DS / Wii U』にはCOSIO（ZUNTATA）によるアレンジ版が収録された。